# Pfronstetten
Pfronstetten är en kommun (tyska Gemeinde) i Landkreis Reutlingen i delstaten Baden-Württemberg i Tyskland. Kommunen består av ortsdelarna (tyska Ortsteile) Pfronstetten, Aichelau, Aichstetten, Geisingen, Huldstetten och Tigerfeld. Folkmängden uppgår till cirka 1 500 invånare, på en yta av 54,06 kvadratkilometer.
Kommunen ingår i kommunalförbundet Zwiefalten-Hayingen tillsammans med staden Hayingen och kommunen Zwiefalten.

## Befolkningsutveckling
| Befolkningsutvecklingen i Pfronstetten 1975–2015 | Befolkningsutvecklingen i Pfronstetten 1975–2015 | Befolkningsutvecklingen i Pfronstetten 1975–2015 | Befolkningsutvecklingen i Pfronstetten 1975–2015 | Befolkningsutvecklingen i Pfronstetten 1975–2015 |
| ------------------------------------------------ | ------------------------------------------------ | ------------------------------------------------ | ------------------------------------------------ | ------------------------------------------------ |
|                                                  |                                                  |                                                  |                                                  |                                                  |
| År                                               |                                                  |                                                  | Folkmängd                                        | Areal (ha)                                       |
| 1975                                             | 1975                                             |                                                  | 1 326                                            | 5 410                                            |
| 1980                                             | 1980                                             |                                                  | 1 300                                            | 5 411                                            |
| 1985                                             | 1985                                             |                                                  | 1 332                                            |                                                  |
| 1990                                             | 1990                                             |                                                  | 1 506                                            | 5 410                                            |
| 1995                                             | 1995                                             |                                                  | 1 602                                            | 5 408                                            |
| 2000                                             | 2000                                             |                                                  | 1 568                                            | 5 410                                            |
| 2005                                             | 2005                                             |                                                  | 1 567                                            | 5 406                                            |
| 2010                                             | 2010                                             |                                                  | 1 540                                            |                                                  |
| 2015                                             | 2015                                             |                                                  | 1 485                                            |                                                  |
|                                                  |                                                  |                                                  |                                                  |                                                  |